# Siskins
«Чижи» (англ. Siskins) — аэробатическая группа Королевских военно-воздушных сил Канады, сформированная в 1929 году на авиабазе Борден, Онтарио. Это была первая официальная авиационная группа ВВС. Летая на трёх бипланах Armstrong  Whitworth Siskin, они быстро завоевали репутацию как лётчики, выполняющие сложные фигуры высшего пилотажа. Группа «Чижи» выступила более чем на 100 авиашоу прежде чем распалась в 1932 году, когда Великая депрессия вынудила Королевские ВВС сократить расходы.
Командир эскадрильи Э. А. Макнаб (англ. E.A. McNab) во время Второй мировой войны стал первым награждённым лётчиком ВВС Канады британским Крестом «За выдающиеся лётные заслуги».